# Convoglio HX-84
Il Convoglio HX-84  fu un convoglio navale Alleato, scortato dall'incrociatore ausiliario inglese HMS Jervis Bay, partito dal porto  canadese di Halifax, nella Nuova Scozia, con destinazione Liverpool, ed attaccato il 5 novembre 1940  nell'Atlantico del nord dalla corazzata tascabile tedesca Admiral Scheer durante la seconda guerra mondiale. L'esito dello scontro tra l'unità della Kriegsmarine e la debole scorta, costituita da un unico mercantile armato, ed i mercantili componenti il convoglio, costituì un significativo successo di parte tedesca nella battaglia dell'Atlantico, nella cosiddetta guerra dei convogli.

## I piani della Kriegsmarine
Nel settembre del 1940 il rinvio a tempo indeterminato dell'Operazione Leone Marino, ossia l'invasione dell'Inghilterra, aveva reso disponibili alcune unità di superficie che il Großadmiral Erich Raeder intese utilizzare per la caccia ai convogli Alleati, esse erano la corazzata tascabile Admiral Scheer, l'incrociatore pesante Admiral Hipper e i due incrociatori da battaglia Scharnhorst e Gneisenau, che avrebbero dovuto aggiungersi alle 6 navi corsare che già incrociavano nell'Oceano Atlantico e tra le quali si trovavano l'Atlantis, la Thor e la Pinguin.

## L'attacco al convoglio
Il 28 ottobre 1940 salpò da Halifax il convoglio HX-84: esso era formato da 38 mercantili, disposti su 9 colonne, ed era scortato dall'incrociatore ausiliario HMS Jervis Bay, comandato dal capitano di vascello E. S. F. Fegen; lo stesso giorno, dal porto norvegese di Stavanger, prese il mare la corazzata tascabile tedesca Admiral Scheer, comandata dall'ammiraglio Theodor Krancke; quest'ultima, salpata il giorno 23 da Gotenhafen, riuscì, a causa del maltempo, a passare inosservata lo Stretto di Danimarca ed a fare il suo ingresso, il giorno 30, nell'Atlantico per la sua missione di caccia ai convogli Alleati.
Il mattino del 5 novembre il comandante tedesco, dopo essere stato informato dall'Abwehr della presenza di un convoglio sulla rotta che partiva da Halifax verso est, lanciò uno dei suoi ricognitori, l'idrovolante Arado Ar 196, che lo avvistò ad una distanza di circa tre ore di navigazione dal punto in cui si trovava la corazzata tedesca. Egli dette subito ordine di fare rotta verso il convoglio, ma alle 14.30, si imbatté nel mercantile Mopan che stava navigando isolato. La corazzata sparò tre salve per fermarlo ed immediatamente l'equipaggio, senza lanciare il messaggio in codice di pericolo, abbandonò la nave che fu affondata poco dopo, mentre la corazzata tedesca avviava il recupero dei naufraghi, operazione che durò circa un'ora.

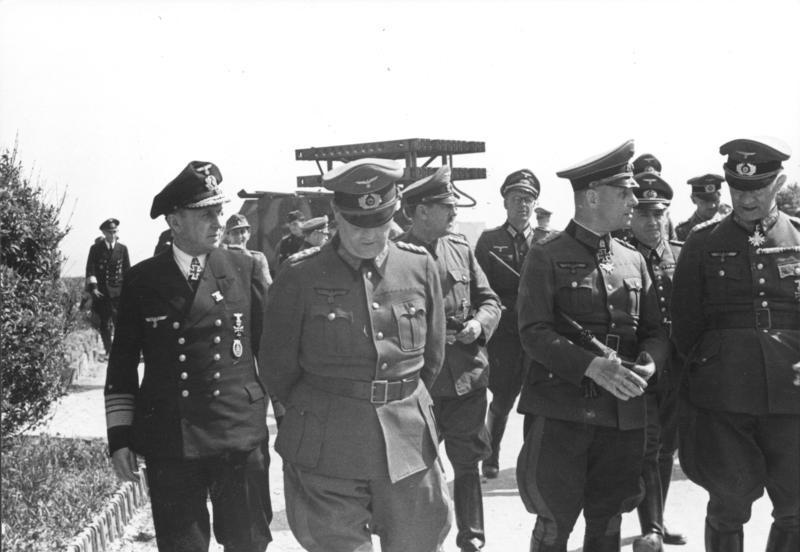
L'ammiraglio Theodor Krancke (a sinistra), comandante dellAdmiral Scheer, qui in un'immagine nel 1944

Intorno alle 17.00, l'Admiral Scheer avvistò il convoglio ed il capitano Fegen, a bordo della HMS Jervis Bay, identificò la corazzata tedesca poco dopo. Alle 18.00 fu dato il segnale di posto di combattimento. Contemporaneamente fu trasmesso alle navi che componevano il convoglio il seguente ordine: diradamento del convoglio alla massima velocità; i mercantili e le petroliere che sono in grado di farlo emettano cortine fumogene. Fu data la seguente comunicazione all'Ammiragliato britannico: Jervis Bay attaccato da nave di linea nemica tipo Admiral Scheer a 52° 45' N - 32° 13' W. Il convoglio si sparpaglia. Il comandante inglese, conscio della minore potenza e della minore gittata dei suoi pezzi decise di attaccare la corazzata tedesca, allo scopo di sviare la sua attenzione dal convoglio indifeso, e, dopo avere sparato una salva che risultò corta, iniziò una manovra a zig zag ma la sua sorte era comunque segnata ed infatti poco dopo quattro salve provenienti dalla nave di linea tedesca, armata con cannoni da 280 mm, colpirono la Jervis Bay che, immobilizzato, prese fuoco ed affondò.
L'Admiral Scheer, liberatasi, ma allo stesso tempo ritardata, dall'azione disperata dell'incrociatore ausiliario inglese iniziò ad inseguire i mercantili indifesi affondandone cinque, il Maiden, il Trewellard, il Kenbame Head, il Beaverford ed il Fresno, uno dopo l'altro, più una petroliera, la San Demetrio, che, dopo avere preso fuoco ed essere stata abbandonata dall'equipaggio, fu, dopo l'allontanamento della corazzata tedesca, rimessa in condizioni di navigare dallo stesso equipaggio risalito a bordo, prima di sospendere l'inseguimento alle 20.40 a causa del sopraggiungere della notte.

## Epilogo
L'eroismo del capitano Fegen, che con la sua azione aveva ritardato il movimento della corazzata tedesca, salvò il convoglio da conseguenze sicuramente molto più tragiche ma l'Ammiragliato britannico intese comunque sospendere per una settimana le operazioni di approntamento delle navi mercantili, due convogli già salpati dal Canada per l'Inghilterra furono fatti rientrare e il convoglio successivo, l'HX-89, partì solo il 17 novembre. Per alcuni mesi le autorità navali britanniche permisero molto raramente ai convogli di grosse dimensioni di partire senza essere scortati almeno da una corazzata o da due incrociatori, realizzando quelle che erano le intenzioni di Raeder, ossia "creare il massimo scompiglio possibile nei sistemi di rifornimento e nei convogli nemici".